# Vicente Escrivá
Vicente Escrivá Soriano (Valencia, 1 de junio de 1913 - Madrid, 18 de abril de 1999) fue un productor, escritor, guionista y director de cine y televisión español.

## Biografía
Fue Jefe Provincial de Propaganda de Valencia entre 1939 y 1940. Doctor en Filosofía y Letras por la Universidad de Valencia, desde finales de los años cuarenta se dedicó a escribir guiones para la productora Cifesa y creó historias de tono épico y religioso muy del gusto de la época como La mies es mucha (1950) y Pequeñeces (1950). 
En 1950, junto al director Rafael Gil fundó Aspa Films, para la que escribió guiones de éxitos del momento como Agustina de Aragón (1950), Balarrasa (1951) o De Madrid al cielo (1952).
En 1960 debutó en la dirección con El hombre de la isla. Otros obras de esa época fueron Cateto a babor (1970), Vente a Alemania, Pepe (1971), Zorrita Martínez (1975), La lozana andaluza (1976). Muy destacable en su filmografía fue la película Montoyas y Tarantos (1989), que obtuvo dos Premios Goya.
En la última etapa de su vida, se centró en televisión y creó y dirigió series de éxito como Réquiem por Granada (1991) para TVE y -en Antena 3- Lleno, por favor (1993-1994), ¿Quién da la vez? (1995), Éste es mi barrio (1996-1997) y Manos a la obra (1998-1999), siendo esta última la que más éxito cosechó entre los espectadores, prolongándose su emisión hasta 2001 pese a su ausencia como director tras su muerte.
Como escritor publicó dos biografías, Tomás de Villanueva (premio extraordinario de la Fiesta del Libro) y Jornadas de Don Juan de Rivera. De la biografía pasó Escrivá al campo de la novela, con dos éxitos que le consagran como novelista, Una raya en el mar y Un hombre en la tierra de nadie. Las dos primeras ediciones de estos libros se agotaron a los veinte días. De la novela pasó al campo cinematográfico, consiguiendo dos primeros premios nacionales: el del Sindicato Nacional del Espectáculo con su guion Españoles sobre Italia y el del Consejo Superior de Misiones, con La mies es mucha. Con Jornadas de Miguel de Cervantes consiguió el Premio Nacional de Literatura 1947.
Al morir, de acuerdo con sus deseos, fue incinerado y sus cenizas esparcidas en el mar frente a las costas de Javea.

## Filmografía

### Televisión
- 1998-1999 - Manos a la obra, en Antena 3 (Guionista)
- 1996-1997 - Éste es mi barrio, en Antena 3 (Guionista)
- 1996 - La maja de Goya: El Musical (Guionista)
- 1995 - ¿Quién da la vez?, en Antena 3 (Director)
- 1993-1994 - Lleno, por favor, en Antena 3 (Guionista)
- 1991 - Réquiem por Granada, en TVE (Guionista)

### Cine
- 1989 - Montoyas y Tarantos (Director y guionista)
- 1988 - Matar al Nani (Guionista)
- 1984 - Tuareg - Il guerriero del deserto (Coguionista)
- 1980 - Esperando a papá (Director y coguionista)
- 1979 - Visanteta, estate queta (Director y coguionista)
- 1979 - El virgo de Vicenteta  (Director y coguionista)
- 1976 - El señor está servido (coguionista)
- 1976 - La lozana andaluza (Director y coguionista)
- 1975 - Una abuelita de antes de la guerra (Director y coguionista)
- 1975 - Zorrita Martínez (Director y guionista)
- 1974 - Polvo eres... (Director y coguionista)
- 1974 - Un curita cañón (Guionista)
- 1973 - La curiosa (Director y guionista)
- 1972 - Vente a ligar al Oeste (Coguionista)
- 1971 - Aunque la hormona se vista de seda (Director y guionista)
- 1971 - Vente a Alemania, Pepe (Coguionista)
- 1970 - Sin un adiós (Director y guionista)
- 1970 - Cateto a babor (Coguionista)
- 1969 - Johnny Ratón (Director y coguionista)
- 1969 - El ángel (Director y guionista)
- 1969 - El golfo (Director y guionista)
- 1969 - Primera comunión (Coguionista)
- 1969 - Sor Ye-yé (Coguionista)
- 1967 - Aquí mando yo (Coguionista)
- 1963 - Dulcinea (Director y coguionista)
- 1961 - El hombre de la isla (Director y guionista)
- 1961 - Margarita se llama mi amor (Guionista)
- 1961 - Aquí están las vicetiples (Guionista)
- 1960 - ¡Ahí va otro recluta! (Guionista)
- 1959 - El gafe (Guionista)
- 1959 - Salto a la gloria (Guionista)
- 1959 - Soledad (Coguionista)
- 1958 - La mina (Coguionista)
- 1957 - El Tigre de Chamberí (Coguionista)
- 1957 - La cenicienta y Ernesto (Guionista)
- 1956 - Un traje blanco (Guionista)
- 1956 - Los ladrones somos gente honrada (Coguionista)
- 1956 - La gran mentira (Guionista)
- 1956 - Recluta con niño (Coguionista)
- 1955 - El canto del gallo (Guionista)
- 1955 - La otra vida del capitán Contreras (Coguionista)
- 1954 - Murió hace quince años (Coguionista)
- 1954 - El beso de Judas (Guionista)
- 1953 - La guerra de Dios (Guionista)
- 1952 - Sor intrépida (Guionista)
- 1952 - De Madrid al cielo (Guionista)
- 1951 - La señora de Fátima (Guionista)
- 1951 - La leona de Castilla (Guionista)
- 1951 - Balarrasa (Guionista)
- 1950 - Agustina de Aragón (Coguionista)
- 1950 - Pequeñeces (Coguionista)
- 1948 - La mies es mucha (Coguionista)

## Premios
Medallas del Círculo de Escritores Cinematográficos.
| Año  | Categoría     | Película             | Resultado |
| ---- | ------------- | -------------------- | --------- |
| 1961 | Premio Jimeno | El hombre de la isla | Ganador   |